# خانه صولت السلطنه
خانه صولت السلطنه مربوط به دوره قاجار است و در شهرستان بافت، رابر، خیابان امام خمینی واقع شده و این اثر در تاریخ ۵ تیر ۱۳۸۴ با شمارهٔ ثبت ۱۱۹۷۴ به‌عنوان یکی از آثار ملی ایران به ثبت رسیده است.